# 吉富保之

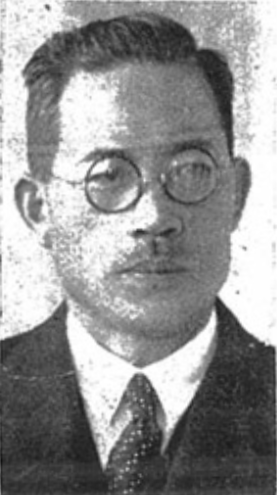
吉富保之

吉富 保之（よしとみ やすゆき、1887年（明治20年）8月18日 - 没年不明）は、明治時代後期から昭和時代前期の台湾総督府官僚。基隆市尹。

## 経歴・人物
吉富大雲の二男として熊本県鹿本郡に生まれる。1908年（明治41年）家督を相続する。1909年（明治42年）台湾総督府総督官房に奉職し、1926年（大正15年）東京市主事に転じ、内記課、療養所事務長、監査課員、統計課員を経て、1930年（昭和5年）築地病院事務長となる。
翌年の1931年（昭和6年）台湾総督府地方理事官に進み、基隆市尹に任ぜられ、1932年（昭和7年）官界を去り、台湾新民報社編集顧問を経て、1937年（昭和12年）1月に同社監査役に就任。さらに1940年（昭和15年）編集局長となった。